# So Long Blues
So Long Blues è un album di Red Garland, pubblicato dalla Galaxy Records nel 1984. Il disco fu registrato al Fantasy Studios di Berkeley (California) tra il 9 e il 12 luglio del 1979.

## Tracce
Lato A
1. Gee Baby, Ain't I Good to You – 9:14 (Don Redman, Andy Razaf) – Registrato il 9 e 10 luglio del 1979
2. In a Mellotone – 6:56 (Duke Ellington) – Registrato il 9 e 10 luglio del 1979
3. The Best Man – 3:48 (Roy Alfred, Fred Wise) – Registrato il 9 e 10 luglio del 1979

Lato B
1. So Long Blues – 9:13 – Registrato l'11 e 12 luglio del 1979
2. They Didn't Believe Me – 5:49 (Jerome Kern, Anne Caldwell) – Registrato il 9 e 10 luglio del 1979
3. Three String Blues – 5:27 (Ron Carter) – Registrato il 9 e 10 luglio del 1979

## Musicisti
Brani A1, A2, A3, B2 e B3
- Red Garland - Pianoforte (brani: A1, A2, B2 e B3)
- Red Garland - voce (brano: A3)
- Kenny Burrell - chitarra (brani: A1 e A3)
- Ron Carter - contrabbasso
- Ben Riley - batteria

Brano B1
- Red Garland - pianoforte
- George Coleman - sassofono tenore
- Julian Priester - trombone
- Ron Carter - contrabbasso
- Ben Riley - batteria